# Martín Yanzón
Martín Yanzón (San Juan, diciembre de 1801 - Palo Blanco, 29 de julio de 1842) fue un militar y gobernante argentino, caudillo federal que murió enfrentando a los partidarios de Juan Manuel de Rosas.
Era hijo natural de María Inés Yanzón, nieta de John Robert Yanson, inglés, instalado en San Juan hacia 1740. Se incorporó al Ejército de los Andes en 1818, pero no hizo la campaña a Chile. Participó en la guerra civil sacudió la provincia de San Juan después de la revolución de 1820. Apoyó la invasión de Facundo Quiroga en 1825, y los gobiernos federales que le siguieron. En 1830, participó en la batalla de Pilar, en la provincia de Mendoza, pero posteriormente se plegó al gobierno unitario de su provincia.
En 1831, se incorporó al ejército de Quiroga y peleó a sus órdenes en la batalla de La Ciudadela y fue ascendido a coronel por el gobernador Valentín Ruiz. En 1833, hizo la campaña del desierto, a órdenes de José Félix Aldao.
El 4 de mayo de 1834, con apoyo de Quiroga, fue nombrado gobernador de su provincia. Su gobierno fue relativamente activo: realizó defensas sobre el río San Juan, que había desbordado inundando completamente la ciudad, habilitó el cementerio municipal y dividió el territorio de la provincia en departamentos.
Su ministro general era Domingo de Oro, exministro de Estanislao López, un personaje que oscilaba entre unitarios y federales, y que dominó completamente a Yanzón. Le hizo dictar una ley de amnistía y permitir el regreso de varios unitarios notables, además de la publicación de varios periódicos, entre ellos uno del joven Domingo Faustino Sarmiento. Mantuvo la tranquilidad en su provincia cuando llegó la noticia del asesinato de Facundo Quiroga.
Su primer problema grave lo tuvo a fines de 1835, cuando fue aplastada una revolución en Mendoza. Quedó claro que había sido organizada desde San Juan por el coronel Barcala (el más famoso de los oficiales de raza negra de la historia argentina), y el caudillo Aldao exigió su entrega al ministro Oro. Pero Barcala acusó a Oro de estar detrás de la revolución. Después del fusilamiento del coronel negro, Yanzón reemplazó a Oro por exigencia de Aldao, pero no se lo entregó a Aldao.
En apoyo de Aldao, el coronel Nazario Benavídez exigió la renuncia de Yanzón, pero este lo derrotó y lo obligó a huir. Benavídez se refugió en Buenos Aires y se hizo amigo de Juan Manuel de Rosas, el gobernador.
A su vez, Yanzón acusó al gobierno de La Rioja de haber apoyado a Benavídez, y en alianza con el caudillo riojano Ángel Vicente Peñaloza, invadió le vecina provincia. Como llevaba muy pocos hombres, contaba exclusivamente con la sorpresa; pero ésta fracasó y fue vencido por el coronel Tomás Brizuela en los primeros días de 1836. Inmediatamente, Brizuela invadió San Juan y ocupó la capital. Yanzón y Oro huyeron a Chile, mientras el gobierno sanjuanino pasaba a Benavídez. Este gobernaría su provincia por las próximas dos décadas.
Regresó a La Rioja a principios de 1840, en apoyo de la Coalición del Norte de oposición a Rosas. Pretendió volver a tomar el poder en San Juan, pero Benavídez estaba muy firme en su puesto, y fracasó. Permaneció algún tiempo en La Rioja, protegido por su ex enemigo Brizuela, y luego se incorporó a las fuerzas de Gregorio Aráoz de Lamadrid, participando en la batalla de Rodeo del Medio, después de la cual regresó a Chile.
Al año siguiente fue enviado como segundo jefe del “Chacho” Peñaloza en su invasión a San Juan y La Rioja. Perseguidos por Benavídez, avanzaron por Jáchal, La Rioja, Catamarca y Tucumán. Pero fueron derrotados por Benavídez cerca de la ciudad de Tucumán. Allí se separaron.
Mientras Peñaloza regresó a La Rioja, donde sería definitivamente derrotado siete meses más tarde, Yanzón huyó casi solo hacia el norte de la provincia de Catamarca, desde donde pensaba huir a Copiapó, en Chile. Pero fue alcanzado cerca de Fiambalá por una partida del caudillo catamarqueño Eusebio Balboa. Este lo hizo fusilar en ese lugar, el 29 de julio de 1842.